# أليدو سيدو
أليدو سيدو (مواليد 4 يونيو 2000) هو لاعب كرة قدم غاني يلعب في مركز المدافع في نادي كليرمون فوت.

## روابط خارجية
- أليدو سيدو على موقع قاعدة بيانات كرة القدم.إي يو (الإنجليزية)
- أليدو سيدو على موقع ليكيب (الفرنسية)
- أليدو سيدو على موقع ناشيونال فوتبول تيمز (الإنجليزية)
- أليدو سيدو على موقع Soccerway.com (الإنجليزية)
- أليدو سيدو على موقع عالم كرة القدم.نت (الإنجليزية)